# Хорохоры
Хорохоры — деревня в Воткинском районе Удмуртской республики. Вдоль деревни проходит железнодорожная ветка Ижевск - Воткинск, на которой находится платформа 70 км.

Вдоль деревни протекает река Позимь.
Улицы: улица Железнодорожная, Заречный переулок, Новый переулок, улица Школьная.